# Godziszów (Majdan Zbydniowski)
Godziszów – część wsi Majdan Zbydniowski w Polsce położona w województwie podkarpackim, w powiecie stalowowolskim, w gminie Zaleszany.
W latach 1975–1998 Godziszów administracyjnie należał do województwa tarnobrzeskiego.